# Nagyszombati járás

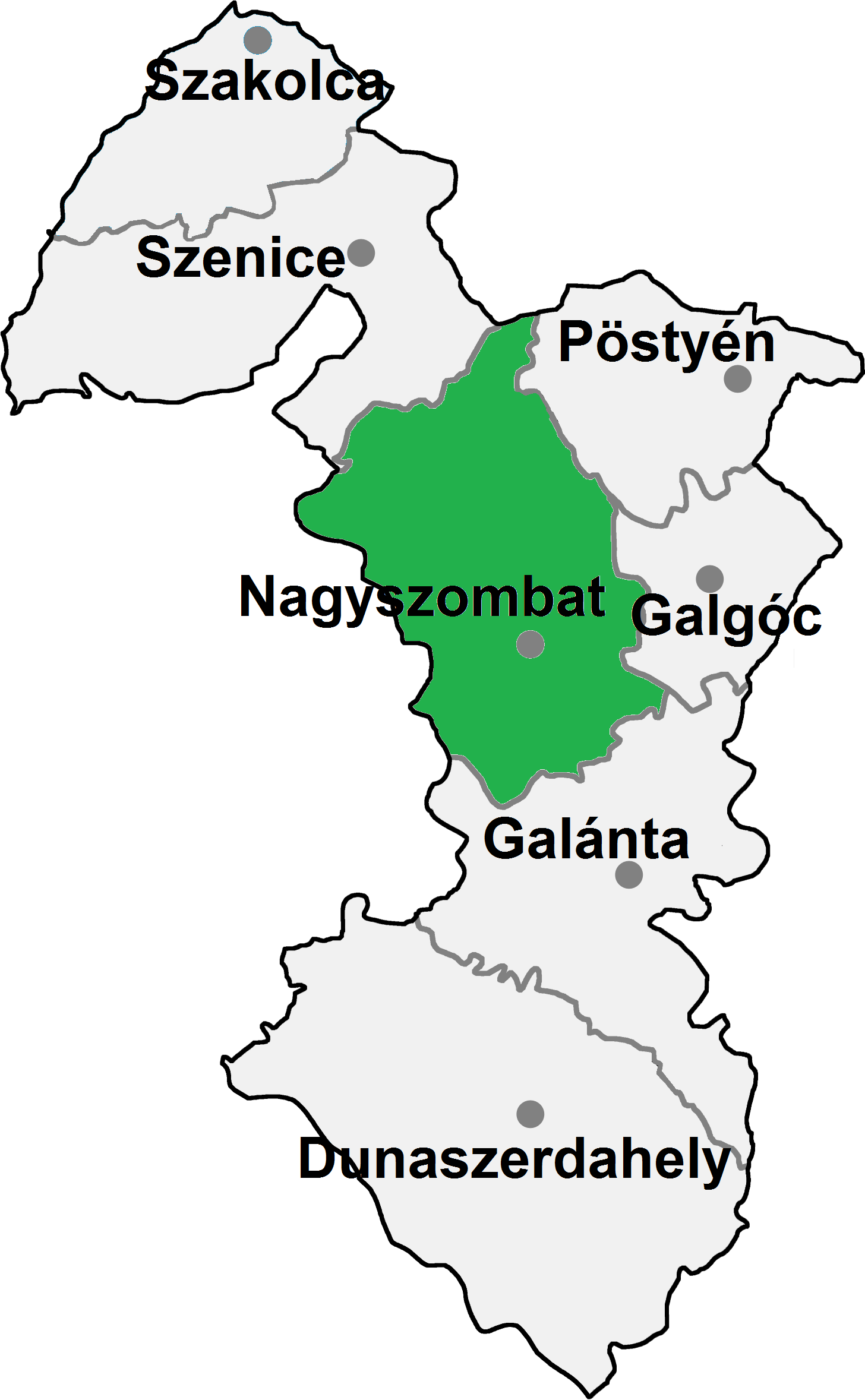
A Nagyszombati járás

A Nagyszombati járás (szlovákul: Okres Trnava) Szlovákia Nagyszombati kerületének közigazgatási egysége. Területe 741 km², lakossága 128 567 (2011), székhelye Nagyszombat (Trnava). A járás területe egykor Pozsony vármegye része volt egy kis része azonban Nyitra vármegyéhez tartozott.

## Népessége
| Év:            | 1994.   | 2004.   | 2014.   | 2024.   |
| -------------- | ------- | ------- | ------- | ------- |
| Emberek száma: | 126 153 | 126 822 | 129 946 | 132 788 |
| Eltérés:       |         | +0,53 % | +2,46 % | +2,18 % |

| Év:            | 2023.   | 2024.   |
| -------------- | ------- | ------- |
| Emberek száma: | 132 524 | 132 788 |
| Eltérés:       |         | +0,19 % |

## A Nagyszombati járás települései
- Alsódiós (Dolné Orešany)
- Alsódombó (Dolné Dubové)
- Alsókorompa (Dolná Krupá)
- Alsólóc (Dolné Lovčice)
- Alsórados (Radošovce)
- Apaj (Opoj)
- Bélaház (Boleráz)
- Binóc (Bíňovce)
- Bogdány (Bohdanovce nad Trnavou)
- Bresztovány (Brestovany)
- Bucsány (Bučany)
- Bikszárd (Buková)
- Cífer (Cífer)
- Dejte (Dechtice)
- Farkashida (Vlčkovce)
- Felsőhosszúfalu (Dlhá)
- Felsőkorompa (Horná Krupá)
- Felsődombó (Horné Dubové)
- Felsődiós (Horné Orešany)
- Fenyves (Borová)
- Gerencsér (Hrnčiarovce nad Parnou)
- Gósfalva (Košolná)
- Harangfalva (Zvončín)
- Ispáca (Špačince)
- Jászlóapátszentmihály (Jaslovské Bohunice)
- Jókő (Dobrá Voda)
- Kátló (Kátlovce)
- Kislosonc (Lošonec)
- Majtény (Majcichov)
- Maniga (Malženice)
- Nagyszombat (Trnava)
- Nahács (Naháč)
- Páld (Pavlice)
- Pozsonyfehéregyház (Biely Kostol)
- Pozsonynádas (Trstín)
- Rózsavölgy (Ružindol)
- Selpőc (Šelpice)
- Súr (Šúrovce)
- Szárazpatak (Suchá nad Parnou)
- Szelincs (Zeleneč)
- Szomolány (Smolenice)
- Vágkeresztúr (Križovany nad Dudváhom)
- Vedrőd (Voderady)
- Vedrődújfalu (Slovenská Nová Ves)
- Zavar (Zavar)